# Issoria deaurata
Issoria deaurata är en fjärilsart som beskrevs av Bonnalgue 1934. Issoria deaurata ingår i släktet Issoria och familjen praktfjärilar. Inga underarter finns listade i Catalogue of Life.